# فرودگاه کومودورو د ریکاردوو سلومون
فرودگاه کومودورو د ریکاردوو سلومون (به انگلیسی: Comodoro D. Ricardo Salomón Airport) (به زبان بومی: Aeropuerto de Malargüe "Comodoro D. Ricardo Salomón") یک فرودگاه همگانی و نظامی مسافربری با کد یاتا LGS است که یک باند فرود آسفالت دارد و طول باند آن ۱۴۵۰ متر است. این فرودگاه در کشور آرژانتین قرار دارد و در ارتفاع ۱۴۲۶ متری از سطح دریا واقع شده‌است.